# Sítio arqueológico da Palmeirinha
O Sítio arqueológico da Palmeirinha corresponde a um antigo habitat do Neolítico e da Idade do Bronze, situado no concelho de Sines, na região do Alentejo, em Portugal.

## Descrição e história
O sítio arqueológico encontra-se numa área plana, de natureza arenosa, na colina meridional das colinas dos Chãos. É parte de um conjunto de vários sítios arqueológicos na área meridional do concelho, que também inclui os da Quitéria e do Pessegueiro, que testemunham a ocupação primitiva na zona de Sines. É considerado o sítio arqueológico em melhores condições de conservação dentro do grupo das antigas povoações situadas em áreas abertas, em Sines.
Foram identificadas duas camadas de ocupação, sendo a mais antiga do Neolítico médio, composta por estruturas em boas condições de preservação, que pertenciam a um habitat, enquanto que a mais recente, da Idade do Bronze, é formada por estruturas que foram muito danificadas por trabalhos agrícolas. Entre estes dois níveis existe um terceiro, intermédio, que corresponde ao abandono do local. Os vestígios neolíticos consistem principalmente em lareiras do tipologia empedrada, uma grande quantidade de artefactos de pedra lascada, alguns instrumentos de pedra polida e fragmentos de recipientes de cerâmica. Esta povoação, que terá sido habitada durante pouco tempo, era utilizada por uma comunidade que já conhecia a agricultura e a pecuária, complementados pela caça e pela recolha dos recursos marinhos, devido à reduzida distância em relação à orla marítima. Já a fase de habitação da Idade do Bronze pode ser identificada pelos vários fragmentos de cerâmica doméstica. O espólio da Palmeirinha está integrado no acervo do museu de Sines.